# Gowlland Tod Provincial Park
Der Gowlland Tod Provincial Park ist ein 1.280 Hektar großer Provincial Park in der kanadischen Provinz British Columbia. Er liegt etwa 20 Kilometer nordwestlich von Victoria an der Ostküste Vancouver Islands und ist über den Highway 17A oder alternativ über den Trans-Canada-Highway zu erreichen. Der Park liegt im Capital Regional District.

## Anlage
Der Park liegt am Finlayson Arm sowie am Tod Inlet, welche beide in den Saanich Inlet münden und dann in die Straße von Georgia. Der Hauptteil des Parks zieht sich dabei als etwa 1 bis 2 Kilometer breiter und etwa 6 Kilometer langer Streifen am Finlayson Arm entlang. Am nördlichen Parkende verbindet dann ein schmaler Streifen diesen Hauptteil mit dem Teil des Parks der das Tod Inlet weitgehend und schmal umschließt. Der Park umfasst einen Teil des Gebirgszugs der Gowlland Range. Die Parkfläche setzt sich zusammen aus 955 ha Festland und 325 ha Gezeitenzone.
Der Jocelyn Hill ist mit 434 m der höchste Punkt im Park.
Bei dem Park handelt es sich um ein Schutzgebiet der Kategorie II (Nationalpark).

## Geschichte
Der Park wurde im Jahr 1993 eingerichtet. Der Park wurde nach der Bergkette Gowlland Range und dem Tod Inlet benannt. Der Park wurde danach benannt, weil er wichtige Teile dieser noch relativ gut erhaltenen Ökosysteme schützen soll. Zuletzt würden im Jahr 2012 die Parkgrenzen neu gezogen und es änderte sich die Parkgröße.
Wie bei fast allen Provinzparks in British Columbia gilt aber auch für diesen, dass er lange bevor die Gegend von Einwanderern besiedelt oder sie Teil eines Parks wurde, Jagd- und Fischereigebiet verschiedener Stämme der First Nations war. Der Name der Saanich-Halbinsel, an deren südlicher Grenze der Park liegt, geht auf die dort ansässigen Küsten-Salish-Indianer zurück, die Saanich. Von ihnen finden sich im Park an verschiedenen Stellen auch archäologische Artefakte.

## Flora und Fauna
Der Park liegt im gemäßigten Regenwald. Innerhalb des Ökosystems von British Columbia wird er der Dry Maritime Subzone der Coastal Douglas-fir Zone zugeordnet. Diese biogeoklimatischen Zonen zeichnen sich durch das gleiche oder ein ähnliches Klima und gleiche oder ähnliche biologische sowie geologische Voraussetzungen aus. Daraus resultiert in der jeweiligen Zonen dann ein sehr ähnlicher Bestand an Pflanzen und Tieren.
Nach der letzten forstwirtschaftlicher Nutzung und Aufforstung wachsen hier nun hauptsächlich Douglasien, westamerikanische Hemlocktannen, Riesen-Lebensbäume, Oregon-Eichen und Küsten-Kiefern. Auch auf dieser Seite der Bucht finden sich, wie im gegenübergelegenen Bamberton Provincial Park, einige der amerikanischen Erdbeerbäume. Der Wald hat hier einen Unterwuchs aus Mahonien, Besenginster und Bärentrauben. Im Unterholz finden sich ebenfalls Nuttalls Blüten-Hartriegel auch Pazifischer Blüten-Hartriegel genannt (engl. Pacific dogwood), die Wappenpflanze von British Columbia.
Der Tidenhub der Straße von Georgia setzt sich auch in der Saanich Inlet fort. Selbst am Ende der Bucht, bei Finlayson Arm, beträgt er im Regelfall noch etwa 3 Meter. Die dadurch entstehende Gezeitenzone ist reich an maritimen Leben. Bei Ebbe besteht die Möglichkeit am Strand Muschelbänke und andere maritime Lebewesen zu sehen. Die Fische locken Fischadler und Weißkopfseeadler an. Im Park lassen sich neben dem Diademhäher (engl. Stellar’s Jay), der Wappenvogel British Columbias, noch zahlreiche andere Vögel beobachten. Besonders zahlreich ist hier der Kanadareiher zu sehen und auch eine Unterart des Wanderfalkens, der Falco peregrinus pealei, kann beobachtet werden. Vertreten sind ebenfalls die verschiedensten Kleinsäugetiere und -nagetiere wie der seltene nordamerikanische Fischotter oder das weit verbreitete gemeine Rothörnchen.
Nach Einschätzung der Parkverwaltung kommen in dem Gebiet etwa 150 verschiedene Tier- und Pflanzenarten vor.

## Aktivitäten
Ebenso wie alle anderen großstadtnahen Parks ist auch dieser bei der Bevölkerung sehr beliebt. Die touristischen Attraktionen des Parks stellen zum einen der im nördlichen Parkgebiet gelegene Strand McKenzie Bight und seine Gezeitenzone dar. Hier befindet sich auch ein Tauchgebiet. Zum anderen ist auch die im südlichen Parkgebiet gelegene Picknickzone Caleb Pike sehr beliebt. Nördlich des Tod Inlet befindet sich als zweite Picknickzone Wallace Drive.

Weiterhin ist der Park von einem mehr als 25 Kilometer langen Netz aus zahlreichen Wegen durchzogen und dadurch auch bei Wanderern und Reitern, auf einigen Wegen darf geritten werden, sehr beliebt.
Der Park verfügt über keinen Campingbereich.